# Amina Helmi

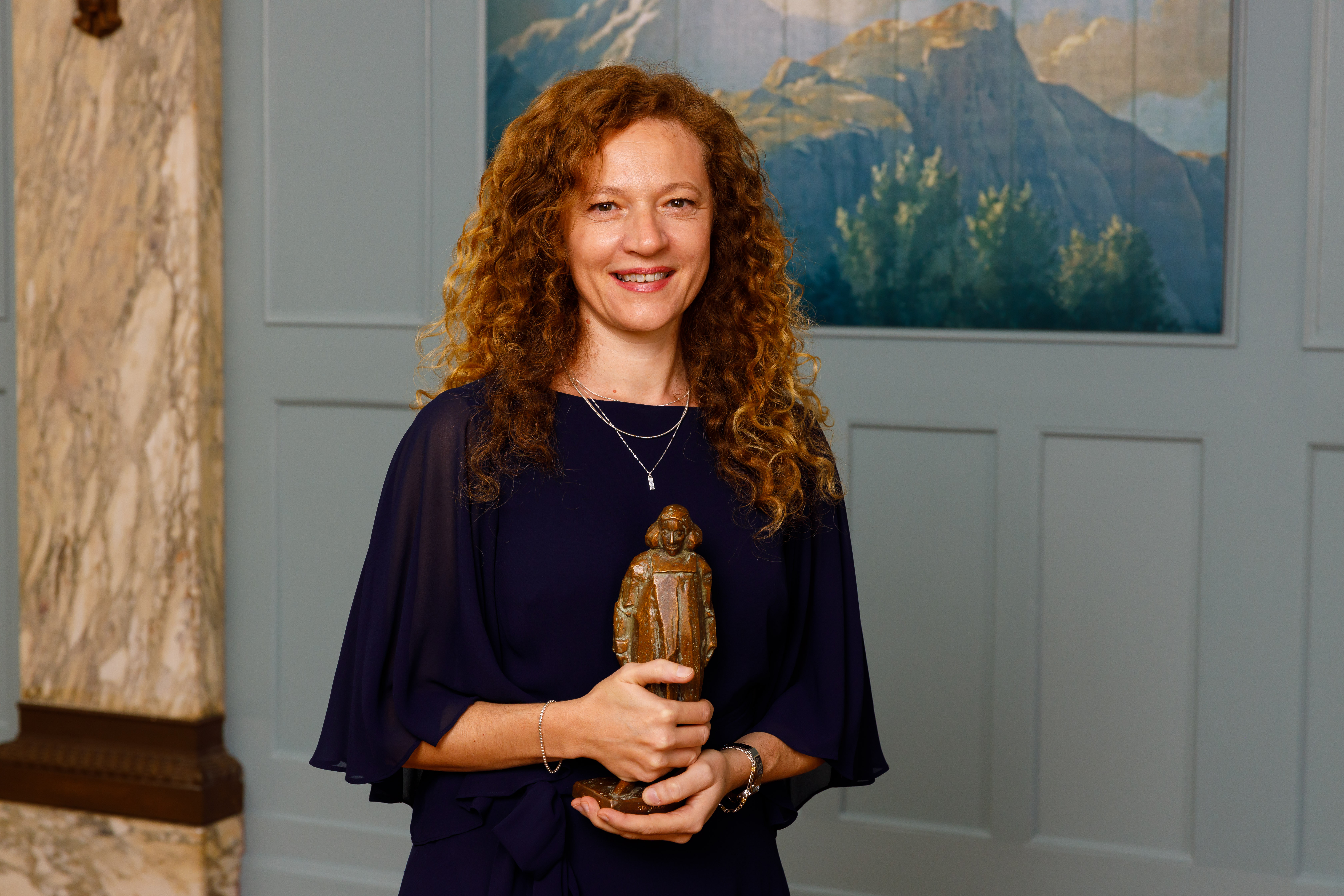
Amina Helmi (2019)

Amina Helmi (* 6. Oktober 1970 in Bahía Blanca, Argentinien) ist eine argentinisch-niederländische Astronomin.
Helmi erhielt ihren Master-Abschluss in Astronomie 1994 an der Universität von La Plata und promovierte 2000 bei Tim de Zeeuw und S. D. M. White an der Universität Leiden in Astronomie. Für ihre Dissertation (The formation of the galactic halo) erhielt sie 2004 den Christiaan-Huygens-Preis. Als Post-Doktorandin war sie in Argentinien an der Universität La Plata und am Max-Planck-Institut für Astrophysik und dann am Astronomischen Institut der Universität Utrecht (als NOVA Fellow). 2003 wurde sie Professorin am Kapteyn Institut der Reichsuniversität Groningen.
Sie befasst sich mit Evolution und Dynamik von Galaxien, die sie insbesondere in der Milchstraße (als Rosetta-Stein der Galaxienevolution) und benachbarten Galaxien (Lokale Gruppe) erforscht. Sie versucht die Entstehung der Milchstraße und ihrer Satellitengalaxien aufzudecken (galaktische Archäologie) und untersuchte auch die Verteilung dunkler Materie in der Milchstraße und Umgebung. Hinweise darauf bezieht sie aus dem Ort und der Bewegung der Sterne in der Milchstraße (Beobachtungen der Gaia-Mission, an der sie von Anfang an beteiligt war und insbesondere auch im Datenauswertungsteam von Gaia DR2) und der chemischen Zusammensetzung ihrer Sterne.  Nach ihr ist der Helmi-Sternstrom benannt, Rest einer von der Milchstraße absorbierten Zwerggalaxie. Er wurde 1999 von Helmi und Kollegen aus Hipparcos-Daten entdeckt.
2018 veröffentlichte sie Hinweise auf die Entstehung der Milchstraße aus einer Verschmelzung mit einer anderen Galaxie (Gaia-Enceladus) vor 10 Milliarden Jahren, die die meisten Sterne des Halos lieferte und zur Ausbildung der dicken Scheibe beitrug.
2003 erhielt sie ein niederländisches VIDI-Stipendium der NWO (und 2015 ein VICI Stipendium der NWO) und 2009 einen ERC Starting Grant. 2007 bis 2012 war sie Mitglied der Jungen Akademie der Niederländischen Akademie der Wissenschaften, deren Mitglied sie seit 2017 ist. 2016 wurde sie Mitglied der Koninklijke Hollandsche Maatschappij der Wetenschappen (KHMW). 2010 erhielt sie den Pastoor-Schmeits-Preis mit Joop Schaye. 2013 wurde der Asteroid (183635) Helmi nach ihr benannt. Für 2019 erhielt sie den Spinoza-Preis, für 2021 den Brouwer Award.
Sie ist argentinische und niederländische Staatsbürgerin.

## Schriften
- mit Simon D. M. White, P. Tim de Zeeuw, HongSheng Zhao: Debris streams in the solar neighbourhood as relicts from the formation of the Milky Way, Nature, Band 402, 1999, S. 53–55.
- mit D. Massari u. a.: Three-dimensional motions in the Sculptor dwarf galaxy as a glimpse of a new era, Nature Astronomy, Band 2, 2018, S. 156–161
- mit T. Antoja u. a.: A dynamically young and perturbed Milky Way disk, Nature, Band 561, 2018, S. 360–362
- mit Anthony G. A. Brown u. a.: The merger that led to the formation of the Milky Way inner stellar halo and thick disk, Nature, Band 563, 2018, S. 85–88